# 海因里希十三世 (罗伊斯亲王)
海因里希十三世（德語：Heinrich XIII. Prinz Reuß；1951年12月4日—），羅伊斯家族后裔，德国商人、反猶陰謀論家及極右保皇主義社運人士。其創建右派保皇團體帝國公民並於2022年策畫政變未遂，因此于12月7日被警方逮捕。

## 生平
1951年12月4日，海因里希十三世出生于德国黑森州的比丁根。家族的羅伊斯-格拉親王國在德意志帝国灭亡前一直统治着德国东部图林根州的部分地区。其為羅伊斯-科斯特利茨伯爵亨利六十三世的五世孫。其父為科斯特里茨的罗伊斯亲王海因里希一世，母為沃伊兹拉瓦·费奥多拉女公爵；外祖父為德国殖民政治家梅克倫堡的阿道夫·腓特烈公爵，外祖母為末代親王亨利二十七世長女費奧多拉。
他是一名房地产开发商，在法兰克福经营一家名为Buero Prinz Reuss的公司，同时也生产气泡酒。
两德统一后，他得到了在民主德国时期被没收的祖产——位于巴德罗本施泰因的狩猎行宫。
他支持低税，并称赞过去罗伊斯公国的税率，说它是“直接和透明的”，让公民过着“幸福的生活”。他是现代德国政府和欧盟的反对者，还曾发表反犹主义阴谋论的演讲，声称德国自第二次世界大战以来一直是一个附庸国。
在2019年的一个数字商业峰会上，他发表了长达16分钟的极右演讲，将二十世纪的战争归咎于罗斯柴尔德家族和共济会。
2022年8月，在他出现在一个纪念一名“帝国公民运动”政治家的聚会上之后，現任罗伊斯家家主海因里希十四世公開谴责了海因里希十三世，称他是个“远亲”和“一个兜售阴谋论的糊涂人”。